# Desmond MacHale
Desmond MacHale (né le 28 janvier 1946 à Castlebar, dans le Comté de Mayo, Irlande) est un mathématicien irlandais, professeur émérite à la University College Cork. Il est l'auteur de textes et de conférences sur différents sujets tels que George Boole, les énigmes de la pensée latérale et l'humour.

## Biographie
MacHale obtient un BSc en mathématiques à l'université nationale d'Irlande à Galway en 1967 puis un MSc en 1968, et termine son PhD à l'université de Keele (Royaume-Uni) sur la théorie des groupes en 1972 sous la direction de Hans Liebeck. Depuis, Des MacHale enseigne à la University College Cork, où ses travaux de recherche se concentrent sur la théorie des groupes et des anneaux, en particulier les anneaux de Boole.
L'une des dernières publications de MacHale sur ces sujets est « Are There More Finite Rings than Finite Groups? » paru dans la revue The American Mathematical Monthly.
En 1985, MacHale publie George Boole: His Life and Work, la toute première biographie de George Boole, dont la préface est rédigée par le mathématicien et physicien irlandais John Lighton Synge. En 2014, une année avant le bicentenaire de Boole, ce livre est réédité et enrichi sous le titre The Life and Work of George Boole: A Prelude to the Digital Age. Des MacHale, considéré comme le plus grand spécialiste mondial de Boole et son œuvre, publie en 2018 un nouveau livre New Light on George Boole, co-écrit avec Yvonne Cohen.
MacHale est également l'auteur de plusieurs livres sur le film L'Homme tranquille (The Quiet Man), réalisé en partie en Irlande par John Ford en 1952, avec John Wayne et Maureen O'Hara, tous trois d'origine irlandaise ; Picture The quiet man: an illustrated celebration est paru en 2004 aux éditions Appletree.
De 1984 à 2007, MacHale anime la Superbrain Competition à la University College Cork. Cette compétition annuelle de mathématiques, maintenant dirigée par un comité de mathématiciens, est ouverte aux étudiants et propose dix questions à résoudre en trois heures, suivant le format des olympiades de mathématiques. Les trois premiers sont qualifiés pour l'Irish Intervarsity Mathematics Competition. Un livre publié en 2009 reprend les problèmes de 1984 à 2008 et fournit des solutions.
MacHale dessine le logo de la Société mathématique irlandaise (Irish Mathematical Society) et s'implique dans la lutte contre le tabagisme.
Son fils est l'acteur Dominic MacHale (en), connu pour son rôle du sergent Healy dans The Young Offenders.

## Prix et distinctions
Quand il est étudiant à la University College Galway (UCG), maintenant NUIG, MacHale remporte le Peel Prize for Geometry en 1964, puis le Sir Joseph Larmor Prize en 1967. En 2015, la University College Cork décerne à MacHale le titre de docteur honoris causa en littérature en reconnaissance de ses nombreuses contributions sur George Boole.

## Publications
Les livres de Des MacHale sont traduits en allemand, espagnol, italien, norvégien, coréen, japonais, et dans d'autres langues mais pas encore en français.
- (en) Desmond MacHale (préf. John Lighton Synge), George Boole: His Life and Work, Boole Press, 1985 (ISBN 0-906783-14-3).
- (en) Comic Sections: The Book of Mathematical Jokes, Humour, Wit and Wisdom, Boole Press, 1993, viii+266 p. (ISBN 978-1-4717-6147-8).
- (en) Picture The Quiet Man : an illustrated celebration, Appletree, 2004, 165 p. (ISBN 978-0-86281-930-9).
- (en) The Life and Work of George Boole : a Prelude to the Digital Age, Cork University Press, 2014, 360 p. (ISBN 978-1-7820-5004-9).
- (en) Diarmuid Early et Des MacHale, Superbrain: the first twenty-five years, High Perception, 2009 (ISBN 978-1906338015) ; (en) Diarmuid Early et Desmond MacHale, The First Twenty-Five Years of the Superbrain, 1984-2008, United Kingdom Mathematics Trust, 2014.
- (en) Desmond MacHale et Paul Sloane, Mathematical Lateral Thinking Puzzles, Sterling Publishing, 2015 (ISBN 978-1-4549-1167-8).
- (en) Desmond MacHale et Yvonne Cohen, New Light on George Boole, Cork University Press, 2018 pages totales=492 (ISBN 978-1-7820-5290-6).
- (en) The Poetry of George Boole, Logic Press, 2020, vii+138 p. (ISBN 978-1-7165-2027-3).